# Tipula kosswigi
Tipula kosswigi är en tvåvingeart som beskrevs av Mannheims 1953. Tipula kosswigi ingår i släktet Tipula och familjen storharkrankar. Inga underarter finns listade i Catalogue of Life.